# Freddy Krueger
Frederick Charles Krueger, o simplement Fred o Freddy Krueger, és el personatge principal de la saga de pel·lícules de terror A Nightmare on Elm Street (literalment en català "Malson en el carrer Elm). Fou creat per Wes Craven i ha estat interpretada per Robert Englund en totes les pel·lícules fins al 2003, així com en una sèrie de televisió; i per Jackie Earle Haley en la pel·lícula del 2010.
Es presenta per primer cop en A Nightmare on Elm Street (1984) de Wes Craven. Freddy sorgeix en els malsons dels nens i adolescents del Carrer Elm per assassinar-los, els seus actes tenen repercussió en la vida real. La seva aparença física és molt característica: un rostre desfigurat, un barret, un jersei de ratlles verdes i vermelles i un guant de ganivets que ell mateix ha fet. En les pel·lícules demostra tenir un sentit de l'humor molt groller. La seva aparició, acostuma a anar acompanyada d'una inquietant cançó que canten unes nenes mentre salten a corda.

## Història del personatge

### Origen

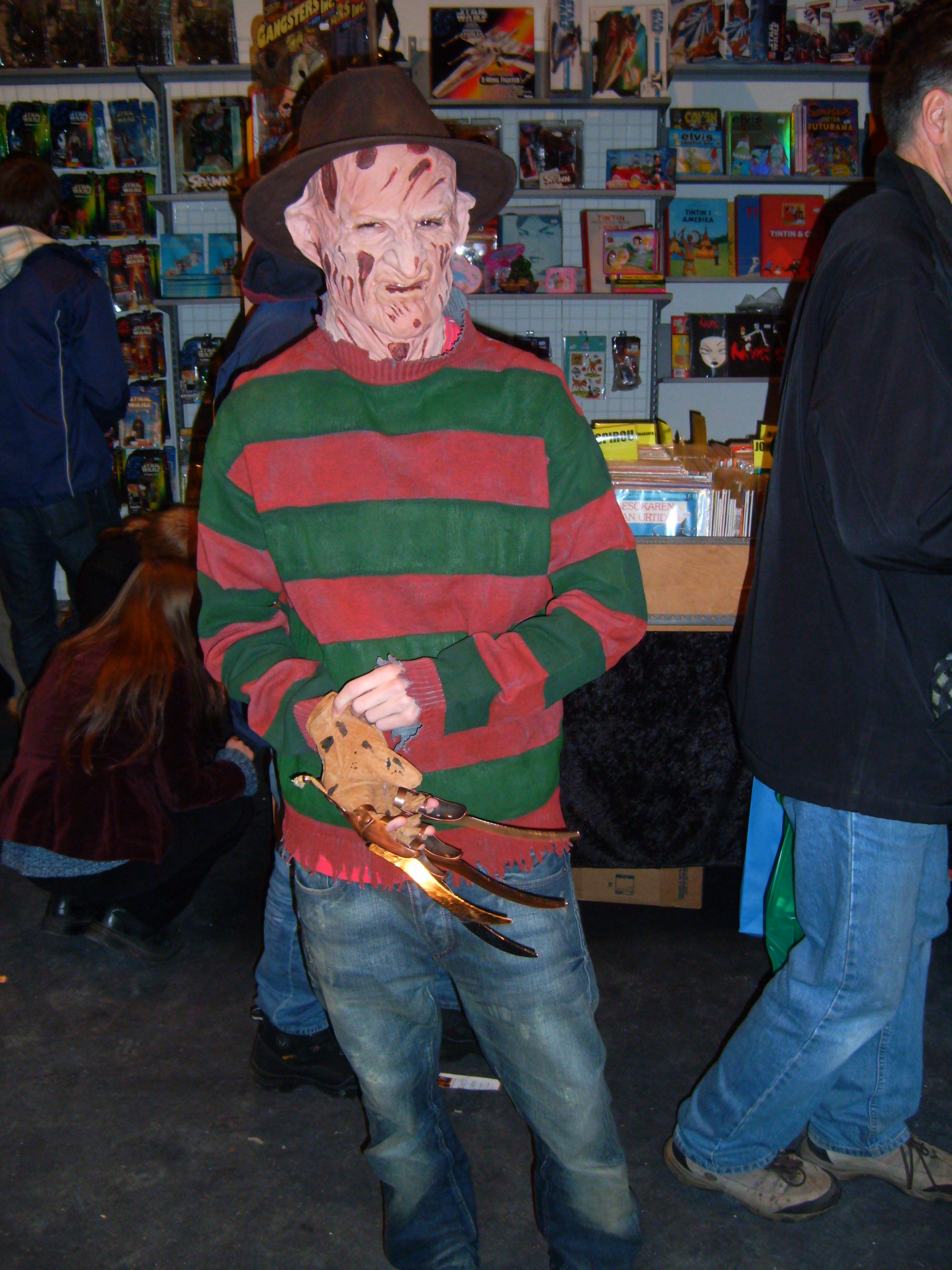
Cosplay de Freddy Krueger

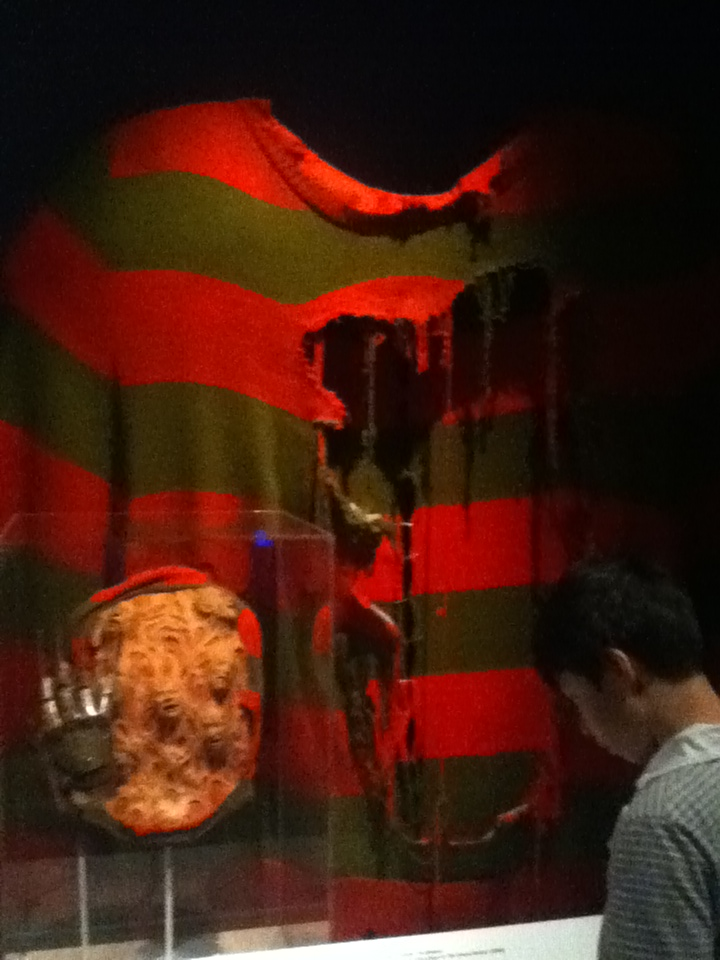
Jersei de Freddy Krueger

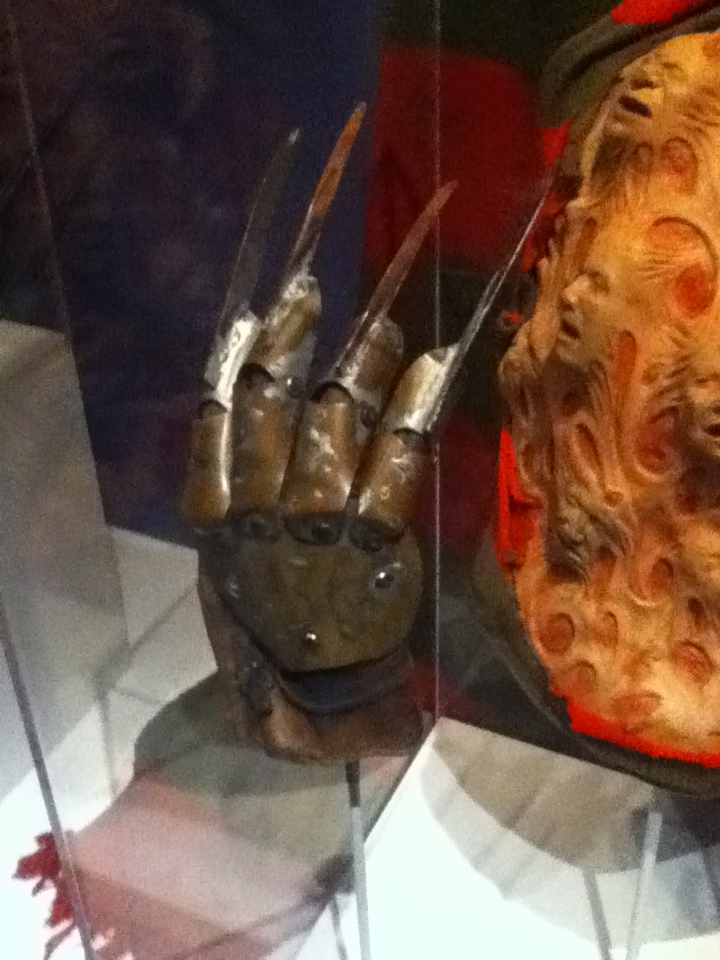
Urpa de Freddy Krueger

Durant el Nadal d'inicis de la dècada dels 40, una jove monja anomenada Maria Elena (dita Amanda Krueger abans de fer-se monja) va ser tancada accidentalment en una habitació plena de criminals dements de l'hospital psiquiàtric "Westin Hills". Durant dies fou violada i torturada pels cent pacients que hi havia tancats. Dies més tard, va ser trobada amb prou feines amb vida i embarassada. Mesos més tard, Frederick Charles Krueger va néixer i el van donar en adopció. Freddy, va ser adoptat per Sr. Underwood, un alcohòlic abusiu, qui el maltractava als primers dies. Amb el temps, Freddy va començar a mostrar un comportament de psicòpata, matant animals petits. Acostumava a ser ridiculitzat pels seus companys, qui l'anomenaven fill de cent maníacs. A l'etapa final de la seva adolesència, Freddy va començar a gaudir dels cops i dolors, barrejant-los amb el plaer. També va aprendre el "secret del dolor" des de la seva pròpia mutilació fins quan mata al seu pare adoptiu.
Al fer-se adult, Freddy Krueger es va casar amb una dona anomenada Loretta. Van tenir una filla que es deia Kathryn. La família Krueger, va viure a la casa de la infància d'en Fred (Carrer Elm, 1428). Kathryn, era encara una nena quan els nens del veïnat van començar a desaparèixer o ser trobats morts. Poc després, la Loretta es va donar compte que en el soterrani de la casa, Freddy tenia una habitació secreta on hi guardava diferents tipus de materials de tortura, trossos de diari, versions dels famosos guants, i més.
Loretta promet que no ho dirà a ningú, però Freddy l'assassina, davant de Kathryn (la filla) per "tafanejar en la seva feina especial". Freddy, va treballar a la central elèctrica local, i a la caldera de la central, Freddy havia capturat a més de 20 nens del veïnat i els havia mort. La policia no va poder resoldre el cas, mentre que els diaris li van posar el mot de "L'assassí de Springwood".
El 1966, Freddy va ser detingut pels assassinats dels nens perduts. Van posar en adopció a Kathryn, i finalment va ser adoptada. A conseqüència que l'ordre d'allunyament no va ser firmada correctament, totes les evidències es van descartar, i en Freddy va ser alliberat el 1968. Després del judici d'en Freddy, Amanda Krueger es va suïcidar a la mateixa torre on va ser violada. Aquella mateixa nit, els pares del veïnat, van decidir prendre la justícia per la seva pròpia mà: Van seguir en Krueger fins a l'habitació de les calderes, van fer un camí de gasolina fins a l'entrada, i el van cremar viu.
Mentre el foc devorava la caldera, en Freddy va ser cridat per tres dimonis del somni. Aquests dimonis, anaven buscant una ànima cruel i sanguinària, per convertir els somnis en realitat. Com era natural, va acceptar l'oferta per ser etern. Les restes d'en Freddy, van ser portades al "Cementiri de cotxes Penny Brothers" i va ser tancat en maleter d'un cotxe vermell. Probablement, per ajudar a esborrar els records d'en Freddy, la família Thompson es va mudar a la casa 1428 del carrer Elm. Kathryn va ser adoptada per la família Burroughs, portada als afores del poble, i els seus registres van ser esborrats.

### Sèrie d'esdeveniments en les pel·lícules
Tretze anys més tard, en Krueger es va convertir en una llegenda urbana. Els pares del Carrer Elm, encara recorden el silenci dels esdeveniments de la dècada anterior, i ara, els fills ja són adolescènts. A finals del 1981, els adolescents de Springwood (específicament aquells que els seus pares havien mort en Krueger) comencen a morir, però aquest cop, d'una manera peculiar, mentre dormen. Normalment, els pares ignoren o no accepten les històries dels seus fills sobre un misteri d'un home cremat anomenat Freddy, que està atormentant-los en els seus somnis.
mentre la víctima estigui dormint, en Krueger podrà invaïr i prendre el control dels seus somnis, portant-los a la mort. Qualsevol mal que es fes en els seus somnis, es faria en el món real, per tant deixant-li fer múltiples morts. Freddy, acostuma a jugar amb les seves víctimes, canviant de forma o portant-los a la fàbrica on va ser cremat. Els seus poders augmentaven com més persones creguessin en ell. Quan arribava al màxim dels seus poders, podia causar grans desgràcies en el món real, com posseir un humà (com es mostra a la segona pel·lícula) o del seu propi cadàver (a la tercera).
En els somnis d'una persona, també podia usar els temors més profunds o la personalitat en contra d'ells, cosa que es convertirà en una característica pròpia d'en Krueger. Algunes víctimes, podien fer servir la seva imaginació contra en Freddy, però ell ja s'havia apoderat dels seus somnis. Aquells, van ser coneguts com "Els guerrers dels somnis".
Un altre dels poders d'en Freddy, era absorbir les ànimes de les víctimes en el seu cos després que les matés, guanyant així, cada cop més poder. Semblava que quan s'apoderava d'una víctima, apareixia el seu rostre en el seu pit.
Freddy va conèixer a quatre noies notables abans de la seva mort:
- Nancy Thompson, la filla de la família que es muda a la vella casa d'en Krueger. Fou la primera a conèixer el passat d'en Krueger i la primera a derrotar-lo. Torna a la tercera pel·lícula, però és assassinada per en Freddy.
- Lisa Webber, apareix a la segona pel·lícula com la promesa del protagonista, Jesse Walsh, ajudant-lo a impedir que en Freddy posseeixi el seu cos.
- Kristen Parker, una noia amb l'habilitat d'incloure dins els seus somnis a altres persones. Apareix a la tercera entrega, on és salvada per la Nancy a canvi de la seva vida. Apareix també a la quarta pel·lícula interpretada per una altra actriu, però aquest cop, mor a l'habitació de les calderes, on abans li havia donat el seu poder a Alice.
- Alice Johnson (qui es converteix en l'Amo dels somnis), obté els poders de Kristen i dels seus amics. Després de prendre-li les ànimes a en Krueger, el deixa sense poder. Un any després, torna embarassada i en Krueger comença a fer servir els somnis del fill encara no nascut per matar-la. Alice, derrota en Krueger amb l'ajuda de la mare d'aquest Amanda Krueger. Més tard, Alice es muda.

L'únic mascle protagonista d'una de les pel·lícules de la saga, és Jesse Walsh en la segona entrega. En aquesta, en Freddy intenta entrar en el món real a través del cos d'en Jesse. Amb l'ajut de la seva promesa (Lisa Webber), Jesse recupera el control dels seus somnis, i en Freddy desapareix.
Sobre en Jesse, la Lisa i l'Alice, no se sap que fan després de la pel·lícula.

### La mort d'en Freddy
Després d'una dècada de la matança dels adolescènts de Springwood en els seus somnis, la ciutat ha quedat desperta. Els recòrds que queden, eren dels adults els quals molts d'ells havien embojit després de la mort dels seus fills. Quan ja no quedava ningú per matar, en Freddy busca fora de Springwood, esperant continuar els seus assassinats en una altra ciutat plena de molts més nois. Només una persona podia arreglar allò, la seva filla Kathryn.
Krueger, fa servir el que li queda dels seus poders sobrenaturals per capturar a Kathryn, qui ara és una adulta anomenada Maggie Burroughs, i treballa com a consellera en problemes d'adolescents en una altra ciutat i estat. Des de la mort de la seva mare, Kathryn va ser criada per uns pares adoptius, què havien esborrat tots els horribles recòrds de la seva infància. Després de capturar la Maggie, Freddy intenta convèncer-la perquè l'ajudi amb els seus plans. Tot i això, ella demostra que la set d'assassí no és hederitària, i planeja amb els seus company, Doc (un psiquiàtra del somni) la destrucció definitiva d'en Freddy. Després de treure'l dels somnis cap a la realitat, la Maggie tira una bomba al pit d'en Krueger, matant-lo i lliberant els dimonis del somni, que li havien donat el poder a Krueger.

## Llistat de pel·lícules on surt en Freddy
- A Nightmare on Elm Street (1984), dirigida per Wes Craven
- A Nightmare on Elm Street 2: Freddy's Revenge (1985), dirigida per Jack Sholder
- A Nightmare on Elm Street 3: Dream Warriors (1987), dirigida per Chuck Russel
- Malson a Elm Street 4 (A Nightmare on Elm Street 4: The Dream Master) (1988), dirigida per Renny Harlin
- A Nightmare on Elm Street 5: The Dream Child (1989), dirigida per Stephen Hopkins
- Freddy's Dead: The Final Nightmare (1991), dirigida per Rachel Talalay
- Wes Craven's New Nightmare (1994), dirigida per Wes Craven
- Freddy vs. Jason (2003), dirigida per Ronny Yu
- A Nightmare on Elm Street (2010), dirigida per Samuel Bayer